# کلمن سلاکونیا
کلمن سلاکونیا (انگلیسی: Klemen Slakonja؛ زادهٔ ۳ ژوئن ۱۹۸۵) بازیگر، خواننده، کمدین، مجری تلویزیون و موسیقی‌دان اهل اسلوونی است. او از سال ۲۰۱۰ تا ۲۰۱۸ در تئاتر ملی اسلوونیایی در لیوبلیانا فعالیت داشت. سلاکونیا نمایندهٔ اسلوونی در یوروویژن ۲۰۲۵ بود و با ترانهٔ «چقدر زمان برایمان باقی مانده؟» (How Much Time Do We Have Left) در این رقابت شرکت کرد.
او در آکادمی تئاتر، رادیو، فیلم و تلویزیون تحصیل کرده و در اسلوونی به واسطهٔ نمایش‌های کمدی‌اش، که اغلب به شکل ویدئوهای موزیکال ساخته می‌شوند، شناخته می‌شود. سلاکونیا همچنین مجری برنامه‌های مختلفی از جمله مراحل نهایی ملی اسلوونی برای مسابقه آواز یوروویژن بوده است.
او تقلیدهای بسیاری از چهره‌های مشهور، از جمله هنرمندان اسلوونیایی، فیلسوف اسلوونیایی اسلاوی ژیژک، پاپ فرانسیس، ولادیمیر پوتین، دونالد ترامپ، آنگلا مرکل و دیگر شخصیت‌های شناخته‌شده انجام داده است.